# Comté de Scott (Missouri)
Pour les articles homonymes, voir Scott et Comté de Scott.
Le comté de Scott (en anglais : Scott County) est un comté des États-Unis, situé dans l'État du Missouri. Le siège du comté se situe à Benton. Le comté date de 1821 et il fut nommé en hommage au politicien du Missouri John Scott.  Au recensement de 2000, la population était constituée de 40 422 individus. L’aéroport régional de Cape Girardeau est localisé dans le comté de Scott. Le 28 janvier 2004, la maison de justice du comté a été ajouté au Registre national des lieux historiques.

## Géographie
Selon le bureau du recensement des États-Unis, le comté a une superficie totale de 1 090 km² dont 13 km² en surfaces aquatiques. 

### Comtés voisins
- Comté de Cap-Girardeau  (nod-ouest)
- Comté d'Alexander (Illinois)  (nord-est)
- Comté de Mississippi (Missouri)  (sud-est)
- Comté de New Madrid  (sud)
- Comté de Stoddard  (sud-ouest)

### Route principale
- Interstate 55
- U.S. Route 61
- U.S. Route 62
- Missouri Route 77

## Démographie
Selon le recensement de 2000, sur les 40 422 habitants, on retrouvait 15 626 ménages et 11 219 familles dans le comté. La densité de population était de 37 habitants par km² et la densité d’habitations (16 951 au total) était de 16 habitations par km². La population était composée de 87,68 % de blancs, de 10,5 % d’afro-américains, de 0,28 % d’amérindiens et de 0,23 % d’asiatiques.
35,40 % des ménages avaient des enfants de moins de 18 ans, 54,6 % étaient des couples mariés. 27,4 % de la population avait moins de 18 ans, 8,5 % entre 18 et 24 ans, 27,5 % entre 25 et 44 ans, 22,9 % entre 45 et 64 ans et 13,7 % au-dessus de 65 ans. L’âge moyen était de 36 ans. La proportion de femmes était de 100 pour 91,6 hommes.
Le revenu moyen d’un ménage était de 31 352 dollars.